# Maria Nohra
Maria Nohra, född 8 februari 1991 i Tidaholms församling, Skaraborgs län, är en svensk skådespelare.

## Biografi
Nohra har också varit programledare för Morgonpasset i P3 mellan 2017 och 2020. Hon har medverkat i flertal TV-produktioner såsom Panik i tomteverkstan, Sjukt, Beck – Ett nytt liv, Beck – Rage Room och Heder. Hon spelar även Birks mamma Undis i Ronja Rövardotter.
Nohra blev som 15-åring svensk mästare i boxning.

## Filmografi (i urval)
- 2019 – Panik i tomteverkstan (TV-serie)
- 2019–2022 – Heder (TV-serie)
- 2020 – Måste gitt (TV-serie)
- 2021 – Beck – Ett nytt liv
- 2021 – Sjukt (TV-serie)
- 2022 – Beck – Rage Room
- 2022 – Likea (TV-serie)
- 2024 – Ronja Rövardotter (TV-serie)